# Едвард Русјан
Едвард Русјан (словен. Edvard Rusjan; Трст, 6. јул 1886 — Београд, 9. јануар 1911) је био први словеначки пилот и ваздухопловни пионир и конструктор.

## Биографија
У младости се занимао за бициклизам, а касније и за авијацију. Конструисао је први авион са слабим мотором Anazini од 28 KS. Године 1910. путовао је са Михајлом Мерћепом у Париз, по мотор типа Gnôme и елису Интеграл и конструисао авион једнокрилац.
Тим авионом Едвард Русјан је прво пробно полетео, на војном вежбалишту Чрномерец у Загребу, а затим и јавно. Године 1911. заказао је лет у Београду. При доста јаком ветру, полетео је са пољане у Доњем граду испод Калемегдана и успешно је прелетео зидине београдске тврђаве и облетео железнички мост на реци Сави. Услед појачаног ветра и наглог заокрета, авион се затресао, преоптерећено крило се одвојило од трупа и пало у Саву. Остатак авиона са Русјаном муњевитом брзином стропоштао се преко тврђевског зида у јарак поред колосека железничке пруге.
О овом догађају пише Александар Дероко у књизи „А ондак је летио јероплан над Београдом“. Покопан је на београдском Новом гробљу (Парцела 15, гроб 343).

## Наслеђе
ЈАТ-ов авион типа ДЦ-10 регистрације ЈУ-АМБ носио је име у част славног авијатичара.
Спомен клупа Русјану откривена је на Савском пристаништу јуна 2022.